# Ravine Bambou (Saint Sauveur)
Die Ravine Bambou ist ein kurzer Bach an der Ostküste von Dominica im Parish Saint David.

## Geographie
Die Ravine Bamboo entspringt am Kamm der Landzunge von Saint Sauveur und fließt in kurzem steilem Lauf nach Norden, wo sie in der Grand Marigot Bay in den Atlantik mündet. Etwas weiter östlich verläuft die Ravine Bagatelle.